# Sygnalizowanie cnoty
Sygnalizowanie cnoty, także sygnalizacja cnoty (ang. virtue signalling) – pejoratywny neologizm określający afiszowanie się zachowaniami, które mają świadczyć o moralnej wrażliwości lub dobrym sercu. Autorstwo tego terminu przypisuje się dziennikarzowi Jamesowi Bartholomewowi z artykułu w The Spectator, który napisał w 2015 roku.

## Geneza

### W biologii ewolucyjnej

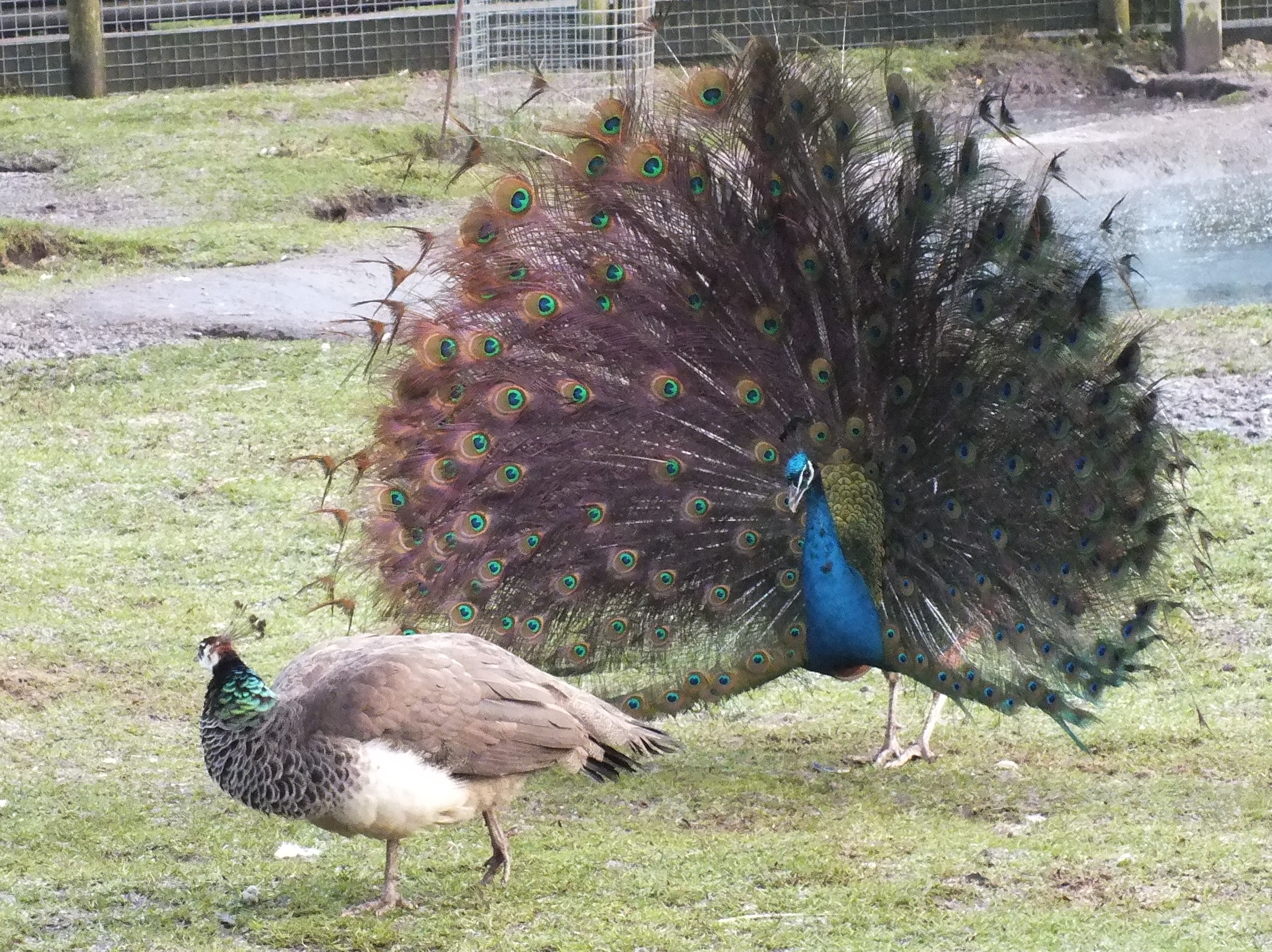

Idea sygnalizowania swoich wartości moralnych była badana przez lata przed powstaniem koncepcji neologizmu „sygnalizowanie cnoty” w 2015 r. Część idei sygnalizowania cnoty wywodzi się z naukowego studium teorii sygnalizacji pierwotnie ukutego przez Karola Darwina w jego dziele pt. O pochodzeniu człowieka i doborze w odniesieniu do płci, opublikowanego w 1871 roku.
W tej książce Darwin wyłożył ewolucji poprzez dobór płciowy, która zakłada, że pewne cechy pojawiają się i są utrzymywane w danym gatunku ze względu na ich zdolność do przyciągania osobników przeciwnej płci i tym samym zwiększają ogólne dostosowanie, nawet jeśli te cechy w przeciwnym razie zmniejszyłyby względną sprawność organizmu. Darwin zasugerował, że wiele cech utrzymuje się w danym gatunku po prostu z powodu preferowania tej cechy przez płeć przeciwną.
Podobnie, ewolucyjna teoria sygnalizacji biologicznej sugeruje, że zewnętrzna ekspresja wartości moralnych dostarczałaby współmałżonkom informacji pozwalających na istnienie sygnalizowanych cnót jako cech dobranych płciowo.

### Brak odpowiedniego sformułowania

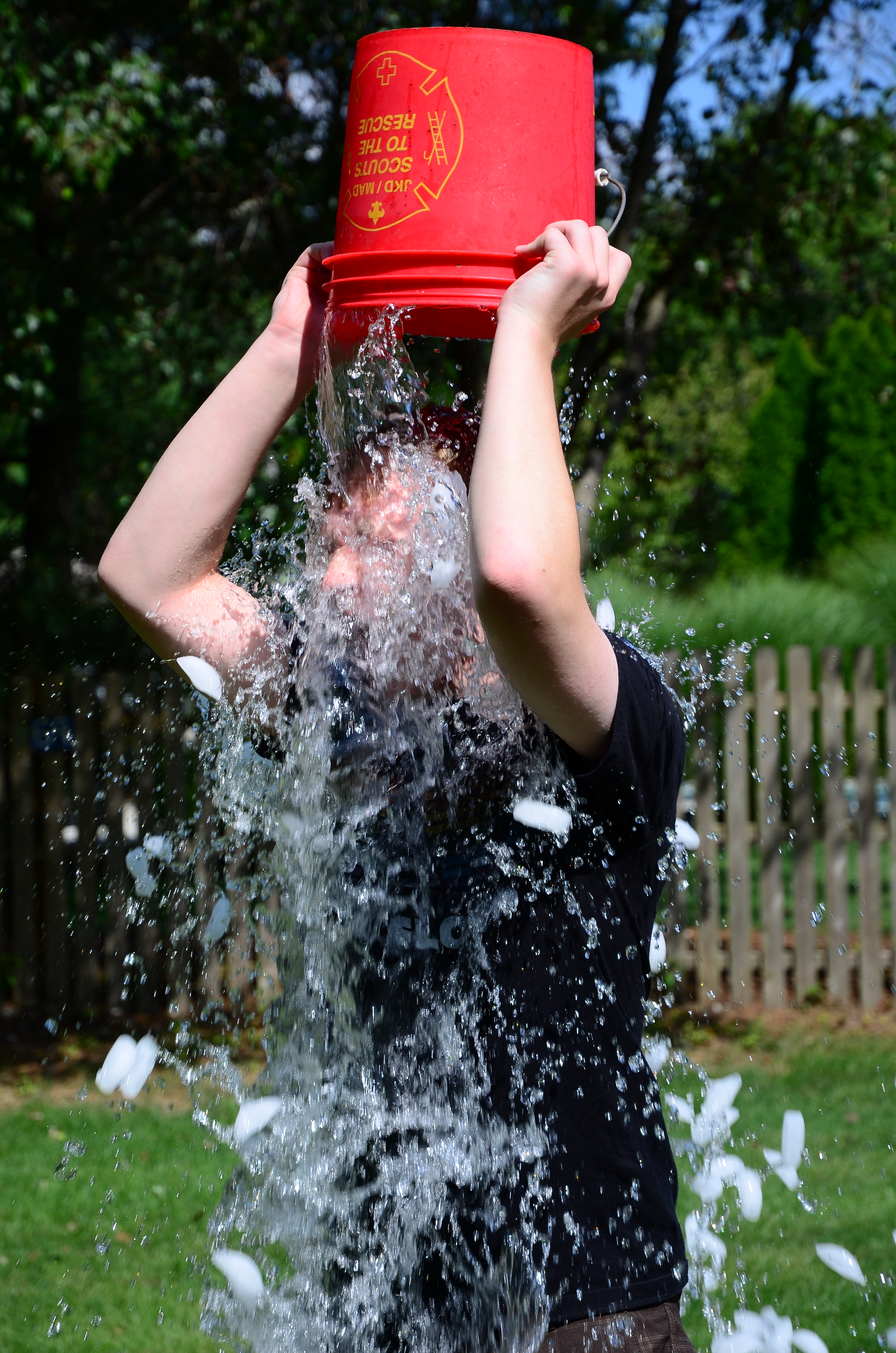
Osoba wykonująca ALS Ice Bucket Challenge na cele charytatywne. Działalność ta została skrytykowana jako sygnalizacja cnoty

Brytyjskiemu dziennikarzowi Jamesowi Bartholomewowi często przypisuje się autorstwo terminu „sygnalizowanie cnoty” w artykule dla The Spectator w 2015 r. Bartholomewowi przypisuje się powstanie tego wyrażenia w późniejszych artykułach, wspominając, że popularność wynikała prawdopodobnie z wcześniejszego braku terminu odnoszącego się do opisanego zachowania.
Sugeruje on, że pojęcie sygnalizacji cnoty istniało znacznie dłużej niż sam termin. W swojej książce z 2019 r. Virtue Signaling: Essays on Darwinian Politics and Free Speech, psycholog ewolucyjny i zwolennik wolności słowa Geoffrey Miller powtórzył, że był świadkiem sygnalizowania cnoty przez lata, ale nie miał odpowiedniego sformułowania, by go opisać.
Redaktor Merriam-Webster Emily Brewster opisuje sygnalizowanie cnoty jako akademicki odpowiednik określenia „humblebrag”, które zostało ukute przez Harrisa Wittelsa w 2010 roku.

### W mediach społecznościowych
W 2018 roku B.D. McClay napisał w The Hedgehog Review, że sygnalizacja szczególnie kwitła w społecznościach internetowych. Było to nieuniknione w interakcjach cyfrowych, ponieważ brakowało im cech życia offline, takich jak spontaniczność. Kiedy ktoś wypełniał listę swoich ulubionych książek na Facebooku, zazwyczaj był świadomy tego, co ta lista mówiła o sobie.
W badaniu ekonomicznym z 2018 r. wykazano, że wyraźne sygnalizowanie cnoty (ang. conspicuos virtue signaling, CVS) pojawił się poprzez wykazanie widocznej konsumpcji poszczególnych produktów lub marek na Facebooku. Autorzy stwierdzili, że samoocena została wzmocniona przez CVS zorientowany na siebie.

## Użycie
„Sygnalizacja cnoty” zyskała na popularności jako termin pejoratywny, potępiający puste akty publicznego zaangażowania w dobre cele. Termin ten charakteryzuje się pragnieniem sygnalizatora, by okazać poparcie dla danej sprawy bez faktycznego działania na rzecz poparcia tej sprawy. Ważną cechą charakterystyczną sygnalizowania cnót jest to, że z aktem tym wiążą się niewielkie lub żadne koszty; zwykłe publiczne nawoływanie na rzecz jakiejś sprawy nie wiąże się z żadnymi kosztami dla sygnalizatora. W oryginalnym artykule Bartholomew opisuje sygnalizację cnoty jako akt publiczny z bardzo niewielkim kosztem, który ma na celu poinformowanie innych o swoim społecznie akceptowalnym nastawieniu w danej sprawie. Geoffrey Miller opisuje sygnalizację cnoty jako akt wrodzony i coś, co wszyscy ludzie robią i czego nie mogą uniknąć.
Niektórzy zwolennicy teorii sygnalizacji wykorzystują sygnalizację cnoty do opisania uporczywości lub występowania różnych kosztownych praktyk religijnych, takich jak obrzezanie, post, poskramianie węży i ordalia. Chodzi o to, że udział w akcie mającym cel religijny służy jako sposób zasygnalizowania poświęcenia się wierzeniom wyznawanym przez tę religię, sygnalizując tym samym osobistą moralność współwyznawcom.

### Krytyka
Reakcje na termin „sygnalizowanie cnoty” są mieszane. W artykule w New York Times psychologowie Jillian Jordan i David Rand argumentowali, że sygnalizowanie cnoty (czyli udawane oburzenie) jest możliwe do oddzielenia od prawdziwego oburzenia wobec określonego przekonania, ale w większości przypadków osoby, które sygnalizują cnotę, w rzeczywistości doświadczają jednocześnie prawdziwego oburzenia.
W artykule w The Guardian David Shariatmadari wyraził opinię, że oskarżanie przeciwników o sygnalizowanie cnoty jest najczęściej tanim chwytem, który uwalnia od konieczności obalenia argumentów przeciwnika. Pisząca dla The Guardian Zoe Williams sugerowała, że wyrażenie to, podobnie jak wcześniejsze określenie „szampański socjalista” (osoba żyjąca w luksusie i deklarująca poparcie dla idei socjalistycznych), jest jedynie niewiele znaczącą obelgą. W konsekwencji pojawił się antonim „vice signalling”, który odnosi się do rażącej amoralności.